# Manfred Aronsson
Manfred Aronsson, född 1 januari 1964, är en svensk företagsledare.

## Biografi
Manfred Aronsson är utbildad till reservofficer i flottan (idag kapten) med inriktning på minsvepning och erlade officersexamen 5 september 1985. Han är civilekonom från Handelshögskolan i Stockholm och jur.kand.
Manfred Aronsson började inom MTG som trainee och blev marknadschef för TV3. 1995 anställdes han av Kanal 5 och var försäljningsdirektör fram till 1999 då han blev VD för bolaget. Aronsson var även styrelseordförande för Canal Plus och Kanal 5. Den 1 januari 2008 återgick han till Stenbecksfären och blev VD för MTG Sverige.
30 maj 2012 meddelade Aronsson att han lämnar VD-posten på MTG i mitten av juni 2012. Han kommer med start i december 2012 bli delägare och styrelseledamot i Getupdated.
År 2014 blev Aronsson vd för C More Entertainment. Han lämnade C More i november 2017.
Hösten 2018 blev Aronsson konsult för sportföretaget International Management Group. År 2020 var han medgrundare till sporträttighetsföretaget Future Sports Agency. Det gick 2021 ihop med medieagenturen Spring Media. Aronsson fortsatte som arbetande ordförande för det sammanslagna bolaget.

### Webbkällor
- Affärsvärlden 2003-10-28 Läst 2008-10-26
- E24 2007-11-28 Läst 2008-10-26

### Källhänvisningar
1. ↑  Manfred Aronsson om sitt tuffaste jobb någonsin, Resumé, 17 juni 2014
2. ↑  Efter storförlusterna: Manfred Aronsson lämnar C More och Bonnier, Resumé, 14 november 2017
3. ↑  Manfred Aronsson: “Vill man bli rik ska man satsa på innehåll”, Dagens Media, 20 april 2019
4. ↑  Manfred Aronssons rättighetsbolag går ihop med Spring Media: ”Vi har en ordentlig stridskassa”, Dagens Media, 16 september 2021
5. ↑  Svenska profilens streamingtjänst har gjort två förvärv, Dagens Industri, 20 oktober 2022